# День равноправия
День равноправия (фин. Tasa-arvon päivä, швед. Jämställdhetsdagen), или День Минны Кант (фин. Minna Canthin päivä, швед. Minna Canth-dagen) — общегосударственный праздник в Финляндии. Его отмечают 19 марта — в день рождения Минны Кант (1844—1897), финской писательницы, драматурга и журналиста, а также общественного деятеля, борца за женское равноправие. 
Минна Кант, писательница, журналист и общественный деятель, занималась вопросами борьбы за равноправие женщин. Она известна как автор рассказов, повестей и пьес, а также как журналист. Свои произведения создавала как на финском, так и на шведском языке. Она писала о положении женщин, об их тяжёлой доле, о царящей в обществе несправедливости по отношению к ним. Её статьи и художественные произведения сыграли существенную роль в том, что в 1906 году на основании нового сеймового устава Великого княжества Финляндского женщины — первыми в Европе — получили такие же избирательные права, какие были у мужчин.
Предложение о праздновании этого дня, сделанное Министерством внутренних дел Финляндии в 2003 году, получило положительные отзывы, в том числе от Ассоциация финской культуры и с 2007 года этот праздник стал официальным.
С 2010 года в День Минны Кант в Куопио проводится мероприятие под названием «Дни Минны».